# Каск, Тынис Хансович
Тынис Хансович Каск (2 декабря 1929 — 27 августа 2016) — советский и эстонский кинорежиссёр и сценарист. Заслуженный деятель искусств Эстонской ССР (1978).

## Биография
Родился в 1929 году в уезде Вильяндимаа, Эстония.
В 1953 году окончил эстонскую студию ГИТИСа в Москве, в 1962—1964 гг. там же — курсы повышения квалификации по теории телевидения.
В 1953—1957 годах — актёр Эстонского государственного академического театра драмы имени В. Кингисеппа.
В 1957 году перешёл на работу в Таллинскую студию телевидения, помощник режиссёра, с 1961 года — режиссёр.
В 1982—1984 годах — режиссёр Эстонского телевидения.
В 1984—1987 годах — режиссёр киностудии «Таллинфильм».
В 1987—1992 годах — главный редактор студии Эстонский телефильм Эстонского телевидения.
После — свободный режиссёр, в частности, в 1993—2001 годах — один из авторов и первый режиссёр эстонской мыльной оперы «Счастливая улица, 13».
Умер в 2016 году.

## Фильмография

### Режиссёр
- 1964 — Ночное дежурство (фильм-спектакль)
- 1966 — Тайна озера Топлиц (фильм-спектакль)
- 1968 — Затемнённые окна / Pimedad aknad
- 1969 — Чёрный, как я
- 1974 — Продолжение / Aeg maha
- 1979 — Политические страсти / Poliitilised kired
- 1980 — Два дня из жизни Виктора Кингисеппа / Kaks päeva Viktor Kingissepa elust
- 1984 — Две пары и одиночество / Kaks paari ja uksindus
- 1984 — История о хирургии города N / Lugu N linna kirurgiast (фильм-спектакль)
- 1984 — Ночная исповедь / Pihtimuste oo (фильм-спектакль)
- 1986 — Фламинго приносит счастье / Õnnelind flamingo
- 1993 — Счастливая улица, 13 / Õnne 13

### Сценарист
- 1968 — Затемнённые окна / Pimedad aknad
- 1986 — Фламинго приносит счастье / Õnnelind flamingo
- 1993 — Счастливая улица, 13 / Õnne 13

## Награды
- Орден Белой звезды 4 степени (2004)[1].
- Заслуженный деятель искусств Эстонской ССР (1978).